# Liv Fortes
Pour les articles homonymes, voir Fortes.
Liv Stephania Sauer Fortes est une joueuse brésilienne de volley-ball née le 23 septembre 1988 à Porto Alegre. Elle mesure 1,83 m et joue au poste de passeuse. 

## Clubs
| Club                               | De        | À         |
| ---------------------------------- | --------- | --------- |
| SESI Uberlândia                    | 2004-2005 | 2004-2005 |
| Esporte Clube União Suzano         | 2005-2006 | 2005-2006 |
| Grêmio de Vôlei Osasco             | 2006-2007 | 2006-2007 |
| Sport Club do Recife               | 2007-2008 | 2007-2008 |
| 1. VC Wiesbaden                    | 2008-2009 | 2008-2009 |
| Allgäu Team Sonthofen              | 2009-2010 | 2009-2010 |
| Santa Catarina Voleybol Clube      | 2010-2011 | 2010-2011 |
| Associação Chapecoense de Voleibol | 2011-2012 | 2015-2016 |
| Clube Kairós                       | 2016-2017 | 2016-2017 |
| Associação Chapecoense de Voleibol | 2017-2018 | 2017-2018 |
| Thoi Avgorou                       | 2018-2019 | 2018-2019 |
| Curitiba Vôlei                     | 2019-2020 | …         |